# Championnat de France de hockey sur glace 1996-1997
Saison précédente Saison suivante
La saison 1996-97 est la 76e saison du championnat de France de hockey sur glace. Le championnat élite porte le nom de Nationale 1A.

## Équipes engagées
Elles sont au nombre de 13, puis 12 :
- Gothiques d'Amiens
- Ducs d'Angers
- Dogues de Bordeaux
- Albatros de Brest
- Huskies de Chamonix
- Images d'Épinal
- Rapaces de Gap
- Brûleurs de loups de Grenoble
- Lions de Lyon
- Boucs de Megève
- Flammes Bleues de Reims
- Dragons de Rouen
- Jets de Viry-Essonne

Brest est le champion en titre. Les promus sont Bordeaux, Lyon et Megève et Gap.
L'équipe de Chamonix est dissoute à la suite d'une inondation rendant la patinoire impraticable.

## Formule de la saison
| Amiens Angers Bordeaux Brest Chamonix Épinal Gap Grenoble Lyon Megève Reims Rouen Viry |

La saison s'articule en trois parties : 1re phase, 2e phase et phases finales.
- 1re phase :

Une seule et unique poule où toutes les équipes se rencontrent sur un aller-retour.
- 2e phase :

Deux poules de niveau sont constituées à partir des résultats de la 1re phase. On retrouve en poule élite les équipes de Amiens, Angers, Brest, Grenoble, Reims et Rouen. Les équipes de Bordeaux, Epinal, Gap, Lyon, Megève et Viry jouent en poule excellence. Au sein de chaque poule, toutes les équipes se rencontrent sur un aller-retour.
- Les phases finales :

La 2e phase désigne 8 clubs (les 6 de la poule Elite et les 2 meilleurs de la poule excellence) qui s'affrontent lors des quarts de finale.
Ces rencontres sont appelées "séries".
Du début à la fin des phases finales, la série se joue au meilleur des 5 matchs, le club le mieux classé joue 3 matchs à domicile et par conséquent son adversaire n'en joue que 2 à domicile.
Le premier club rendu à 3 victoires gagne la série.

## Résultats
Classement final :
| Classement | Équipe   |
| ---------- | -------- |
| 1          | Brest    |
| 2          | Amiens   |
| 3          | Grenoble |
| 4          | Reims    |
| 5          | Rouen    |
| 6          | Angers   |
| 7          | Bordeaux |
| 8          | Viry     |
| 9          | Lyon     |
| 10         | Megève   |
| 11         | Gap      |
| 12         | Épinal   |

## Bilan de la saison
Podium :
1er : Brest -  2e : Amiens  -  3e : Grenoble
Brest gagne la deuxième coupe Magnus de son histoire, la deuxième de rang. Mais le club évolue en 3e division la saison suivante. Megève, Gap et Épinal sont relégués en division inférieure.
- Trophée Charles-Ramsay décerné à Franck Pajonkowski (Rouen).
- Trophée Albert-Hassler décerné à Arnaud Briand (Reims).
- Trophée Marcel-Claret décerné à Amiens.
- Trophée Raymond-Dewas décerné à Ari Salo (Rouen).
- Trophée Jean-Pierre-Graff décerné à Laurent Gras (Amiens).
- Trophée Jean-Ferrand décerné à Cristobal Huet (Grenoble).

### Effectif champion
| Vainqueurs de la Nationale 1A 1996-1997 Albatros de Brest | Gardiens de but : Gabriel Bounoure, Fabrice Lhenry, Patrick Rolland Défenseurs : Christophe Bappel, Michael Bresagk, Stéphane Dugal, Marko Halonen, Kazimierz Jurek, Timo Kulonen, Jean-Philippe Lemoine, Jari Rosenberg Attaquants : Igor Akulinin, Frédéric Asselineau, Olivier Bordas, Roger Dubé, Michel Galarneau, Christophe Gaulmin, Dino Grossi, Benoît Groulx, Tommie Hartogs, Rami Koivisto, Krzysztof Niedziolka, Robert Ouellet, Andrei Vittenberg, Sami Wahlsten Entraîneur : André Peloffy |